# Left is Right
Left is Right är ett it-bolag med inriktning på produktion av webbsidor, it-lösningar och it-support som blivit känt för att man i huvudsak anställer människor med olika typer av psykiska diagnoser, exempelvis Aspergers syndrom och fokuserar på deras styrkor, snarare än svagheter. Man har också blivit kända för att inte använda eller ta hänsyn till en sökandes CV när man anställer människor utan utgå från vad de kan.
Initiativet till företaget kom av Wiola Frankén Boman som läst om liknande företag i övriga delar av Europa. Left is Right uppmärksammades i tidningar, radio och TV men gick trots det med förlust och sattes i konkurs 2009. 
Dagens Left is Right startade 2011 och delar namn och grundidé om att anställa människor med funktionsnedsättning med ursprungsföretaget men har i övrigt inga kopplingar (namnet köptes loss vid konkursen). Både erbjudandet till kunderna och metoden att arbeta med funktionshindrade skiljer sig också i allt väsentligt och man vänder sig bland annat mer till stora företag . 